# ヘンリー・ペラム＝クリントン (第4代ニューカッスル公)

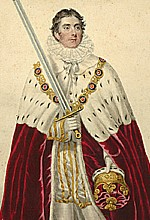
第4代ニューカッスル公

第4代ニューカッスル＝アンダー＝ライン公爵ヘンリー・ペラム・ファインズ・ペラム＝クリントン（英語: Henry Pelham Fiennes Pelham-Clinton, 4th Duke of Newcastle-under-Lyne, KG、1785年1月31日 - 1851年1月12日）は、イギリスの貴族。

## 経歴
第3代ニューカッスル＝アンダー＝ライン公爵トマス・ペラム＝クリントンの長男として生まれる。母はその妻アン(第2代ハリントン伯爵ウィリアム・スタンホープの娘)。
イートン校を卒業。1795年5月18日に父の死により爵位を継承した。1809年から1839年にかけてノッティンガムシャー知事を務めた。
貴族院議員としては保守党に所属した。1846年の穀物法廃止をめぐる保守党の分裂では保護貿易を支持して保守党党首・首相サー・ロバート・ピール準男爵の政策に反対した。しかし息子のリンカン伯(儀礼称号)ヘンリーは、ピール首相の自由貿易を支持した。これに激怒した彼は息子に絶縁を宣言し、息子が 南ノッティンガムシャー選挙区で落選するよう工作した。
1851年1月12日に死去した。爵位はヘンリーが継承した。息子とは臨終直前に和解した。

## 栄典

### 爵位
- 1795年5月18日、第4代ニューカッスル・アンダー・ライン公爵（1756年創設グレートブリテン貴族爵位）[2]
- 1795年5月18日、第11代リンカン伯爵（1572年創設イングランド貴族爵位）[2]

### 勲章
- 1812年、ガーター勲章士（KG）[2]

## 家族
1807年にジョージナ・マンデと結婚。彼女との間に長男ヘンリー(第5代ニューカッスル公)、次男チャールズ、四男ロバートなど4男2女を儲けた。